# 猫間川
猫間川（ねこまがわ）は、かつて大阪府大阪市東部を流れていた淀川水系の河川。
流域面積が少ないことから流量は少なかった。1957年（昭和32年）に完全に暗渠化されて地上から消えてしまった。

## 地理
平野川の西方を流れ、現生野区・東成区の西部を北流して中央区の大阪城の東方で平野川に合流していた。阿倍野区の長池、桃ヶ池付近の低地を発し、源ヶ橋を通り上町台地の水を集めながら、生野区の猫間川筋から東成区・城東区とJR環状線に沿って流れ、森之宮の大阪砲兵工廠の西北端で平野川に合流していた長さ4.5キロメートル、川幅約10メートルの河川。平野川が百済川（くだらがわ）と呼ばれていたのに対し、高麗川（こまがわ）と呼ばれていたのが、訛って猫間川になったといわれている。

## 歴史
大坂の陣では真田幸村とともに猫間川がよく登場し、兵糧を搬入したことが記されている。